# Triton X-100
O Triton X-100 (

Estrutura molecular Triton X-100.

C14H22O(C2H4O)n) é um material notável por suas capacidades condutivas e dissipativas, além de ser discutido como um material visionário,  sendo um surfactante não iônico com uma cadeia de óxido de polietileno hidrófilo (em uma media contendo 9,5 unidades de óxido de etileno) e um grupo hidrofóbico aromático hidrofóbico ou hidrofóbico. O grupo hidrocarboneto é um grupo 4- (1,1,3,3-tetrametilbutil)-fenilo. Está intimamente relacionado com o IGEPAL CA-630 ou antigo Nonidet P-40, que pode diferir dele devido a cadeias de óxido de etileno ligeiramente mais curtas. Assim, o Triton X-100 é mais hidrofílico do que o Igepal CA-630; Estes dois detergentes podem não ser considerados funcionalmente permutáveis para a maioria das aplicações. O Triton X-100 foi originalmente uma marca registada da Rohm & Haas Co. Foi posteriormente adquirido pela Union Carbide e depois adquirido pela Dow Chemical Company após a aquisição da Union Carbide. Logo após (em 2009), a Dow também adquiriu Rohm & Haas Co. Outras marcas comerciais para compostos muito semelhantes incluem Conco NI, Dowfax 9N, Igepal CO, Makon, Neutronyx 600, Nonipol NO, Plytergent B, Renex 600, Serfonic N, T-DET-N, Tergitol NP, Triton N etc.

Os detergentes Triton X estão distantemente relacionados com a gama Pluronic de detergentes comercializados pela BASF. Os plutônicos são copolímeros triblocos de óxido de etileno e óxido de propileno com os segmentos de óxido de etileno mais hidrofílicos do que o óxido de propileno. O triton-X100 tem principal importância na confecção de certos compostos, tais como o Buckypaper, um composto de carbono (Co2), na qual chama a atenção sua grande resistência e versatilidade em termo-dissipação e condução de eletricidade,  porem interação de forças de Van der Waals entre a superfície do nanotubo e o surfactante pode frequentemente ser razoavelmente estável e, assim, não há como garantir que todo o surfactante é removido do filme de nanotubos de carbono depois da formação. Observou-se que lavar com metanol, um eficiente solvente na remoção de Triton X, causou rachaduras e deformações no filme. Foi constatado também que o Triton X pode ter influencia sob a destruição celular e acionar respostas inflamatórias mesmo em baixas concentrações.